# アレルゲン特異IgE

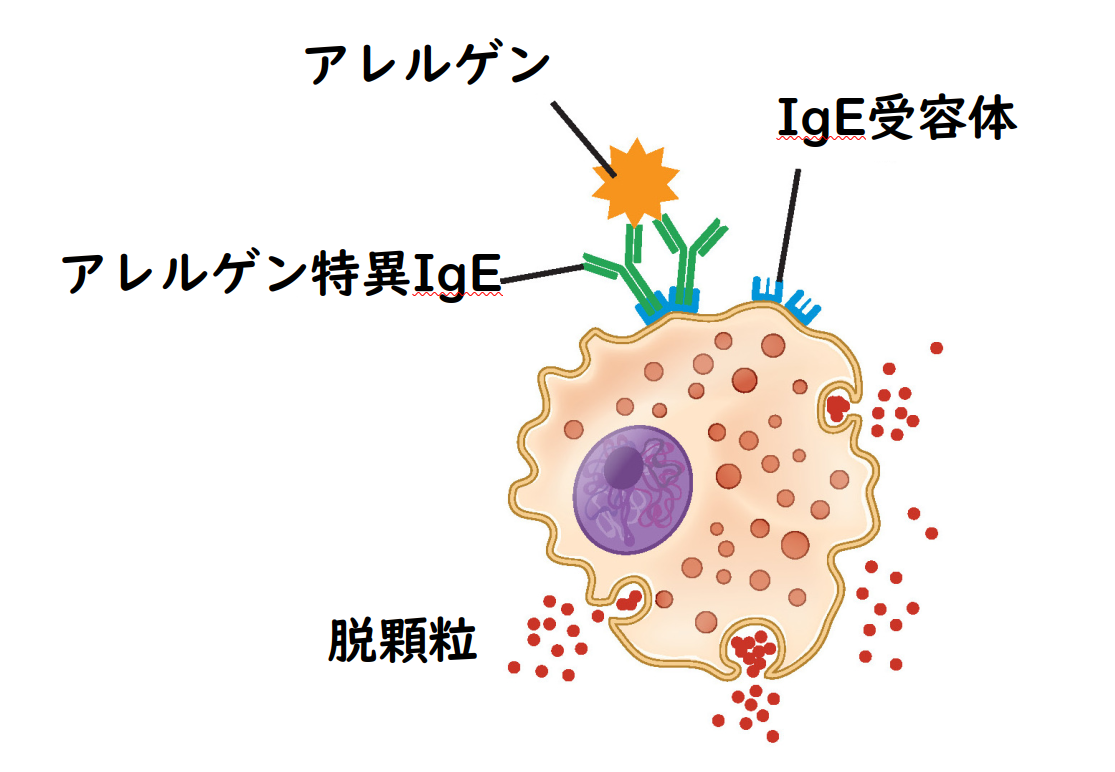
Ⅰ型アレルギー：マスト細胞表面のアレルゲン特異IgEとアレルゲンが結合すると脱顆粒がおこりヒスタミンなどが放出されてアレルギー反応がおきる。

アレルゲン特異IgE（アレルゲンとくいアイジーイー、特異的IgE、（英語: Allergen-Specific IgE）はアレルギー疾患でもちいられる臨床検査の一つで、特定の抗原（アレルゲン）に結合する血清中の免疫グロブリンE(IgE)抗体を測定するものである。結果が陽性であれば、そのアレルゲンに生体が感作されていると推定できるが、アレルギー疾患の原因とは、ただちには断定できない。

## 検査の目的
本来、生体防御のために存在する免疫反応が生体に不利な影響をおよぼす場合があり、アレルギーと呼ばれる。
アレルギー疾患のうち、花粉症、蕁麻疹、気管支喘息、アナフィラキシー、などは、Ⅰ型アレルギー、すなわち、体外に由来する特定の抗原（アレルゲン）がマスト細胞表面に結合した免疫グロブリンE（IgE）抗体と結合することによりマスト細胞からヒスタミン、セロトニンなどの生理活性物質が放出されて発症する。I型アレルギー疾患の診療に際しては、具体的に何がアレルゲンとなっているかを知り、アレルゲンとの接触を減らす（除去）、可能ならアレルゲン免疫療法（減感作療法）を行う、等の治療を行う必要がある。
ある特定の物質がアレルゲンであることを証明する最も確実な方法は、実際に患者の体にアレルゲンを投与してアレルギー反応が出現するかどうか確認することであり、皮膚試験、誘発試験、等、さまざまな方法があるが、これらの検査は煩雑で、患者への肉体的・時間的負担を伴い、アナフィラキシー・ショックなどの重篤な副作用のリスクもある。アレルゲン特異IgE検査は、試験管内で患者血清中のIgEの抗原（アレルゲン）への結合を測定する検査であり、採血のみで安全に実施できるため、アレルギー疾患の診療に広く用いられている。

## 検査法

イムノキャップ法：セルロース上に固定された抗原（アレルゲン、青い▲）に結合した患者IgEに、β-ガラクトシダーゼで標識した抗ヒトIgE抗体が結合する。更に基質液を加えると、酵素量に比例した蛍光物質が生成され、その蛍光量から特異的IgE量を測定する。

試薬中のアレルゲンと結合したIgEを抗原抗体反応を利用したイムノアッセイにより検出する。さまざまな方法があるが、例をあげれば、イムノキャップ（CAP法、サーモフィッシャーダイアグノスティックス社）ではセルローススポンジに結合させた抗原と血清を反応させ、抗原と結合したIgEを蛍光酸素免疫測定法（FEIA）で測定する。抗体価の単位はUA/mLである。
なお、かつては放射性同位元素を用いたRAST（radioallergosorbent test、放射性アレルゲン吸着試験）法が広く用いられたため、現在でも、アレルゲン特異IgE検査全般をRASTと呼ぶ場合がある。

### アレルゲンコンポーネント特異IgE検査
アレルゲン特異IgE検査は、通常、いろいろな蛋白が混合した抽出物（粗抗原）を試薬の抗原として採用しているのに対し、アレルゲンコンポーネント特異IgE検査では、特異的IgEが結合する単一の蛋白（アレルゲンコンポーネント）を精製ないし遺伝子組み換えで作成して抗原としてもちいる。アレルゲンコンポーネント特異IgE検査は感度や特異度がすぐれ、また、陽性となるコンポーネントと臨床症状が関連する場合もあるので有用とされる。例をあげれば、卵白のアレルゲンコンポーネントの一つであるオボムコイドは熱に強いアレルゲンである。卵白に対する特異IgEが陽性であってもオボムコイドが陰性であれば、加熱した鶏卵はアレルギー症状を来さない可能性がある。

### シングルアレルゲンとマルチアレルゲン
アレルゲンにはおびただしい種類があり、100種類を超える単一のアレルゲン（シングルアレルゲン）に対する検査試薬が販売されている。原因不明のアレルギー疾患を診療するにあたり、最初から膨大な数のシングルアレルゲンを個別に測定するのは非実際的であるため、よくみられるアレルゲンを数種混合して一つの試薬として検査することがあり、マルチアレルゲン（ミックスアレルゲン、混合アレルゲン）という。食物系、吸入系、動物系など、さまざまな試薬が販売されており、マルチアレルゲン検査で陽性になった場合に個別のシングルアレルゲン検査を行うことがある。

### 多項目抗原特異的IgE同時測定
多数の抗原や抗原の混合物に対する特異的IgEを同時に測定する検査であり、スクリーニング目的でよく使用される。代表的な試薬としてはViewアレルギー39（サーモフィッシャーダイアグノスティックス社）やマストイムノシステムズ（ミナリスメディカル社）があり、一度に39項目、ないし、36項目（マルチアレルゲン構成抗原も含めると48種）の検査を同時に実施することができる。ただし、結果値の定量性はシングルアレルゲン検査に比べ劣る等の問題があり、あくまで原因不明のアレルギーのスクリーニング検査として使用すべきで、アレルギーの診断や経過の評価に使用するのは不適切とされる。
なお、IgE高値患者では多数の項目が陽性になることはしばしばあるが、陽性と臨床的意義は必ずしも一致しておらず、患者に無用な不安を与えたり、食物アレルギーで本検査の結果のみを根拠とした安易な食品除去が行われて無用な生活制限や栄養失調につながる危険性が指摘されている:47。

## 検査の対象となるアレルゲン
極めて多くの種類の抗原に対する特異IgE測定試薬が利用可能である（項目の詳細は試薬メーカーや検査受託会社の資料を参照されたい）。
以下、頻用されるものの例をあげる。

### 食物性アレルゲン
日本では、食物アレルギーの原因としては、鶏卵が多く、ついで、牛乳、ナッツ類、コムギ、落花生、魚卵、があげられている。日本では、重篤なアレルギー反応の報告がある食品を特定原材料（等）として表示の義務（または推奨）を定めている。
食物アレルゲンは、その感作機序により、2つに大別される:33。
①腸管感作型（経口感作、クラス１食物アレルゲン）
経口摂取した食物アレルゲンにより感作され、同一食物を経口摂取してアレルギー症状が起きる。牛乳，卵白，大豆，米，小麦など。
②腸管外感作型（クラス２食物アレルゲン）
花粉・ラテックスなどにより気道・粘膜・皮膚経由で感作されたのち、交差反応により食物アレルゲンがアレルギー症状を惹起する。花粉・食物アレルギー症候群（PFAS、口腔アレルギー症候群）、ラテックス・フルーツ症候群の他、化粧品による感作（コチニール色素、加水分解コムギ）、調理師が職業性に手湿疹経由で食材に感作、などの例が知られている。
| 分類             | 食品アレルゲン：特定原材料は◎、特定原材料に準じるものは○を接頭                                           |
| ---------------- | --- |
| 穀類             | ◎コムギ〔ω-5グリアジン〕 、◎ソバ、米                                                                     |
| 豆               | ◎落花生（ピーナッツ）〔Ara h 2〕、○大豆〔Gly m 4〕                                                       |
| 種実類（ナッツ） | ◎クルミ〔Jug r 1〕、○アーモンド、○カシューナッツ〔Ana o 3〕、○マカダミアナッツ、○ゴマ、ヘーゼルナッツ    |
| 野菜・果実       | ○バナナ、○もも、○やまいも、○りんご、○オレンジ、○キウイフルーツ、トマト                                   |
| 乳               | ◎牛乳〔カゼイン、α-ラクトアルブミン、β-ラクトグロブリン〕                                                |
| 鶏卵             | ◎卵白〔オボムコイド〕                                                                                    |
| 肉類等           | ○豚肉、○牛肉、○鶏肉、○ゼラチン                                                                           |
| 魚介             | 【甲殻類】：◎エビ、◎カニ 【魚類】：○サバ、○サケ、マグロ 【魚卵】：○イクラ、 【軟体動物】：○アワビ、○イカ |

### 吸入性アレルゲン
吸入性アレルゲンは空気環境に浮遊し、気管支喘息、アレルギー性鼻炎、アレルギー性結膜炎、などの原因となる。

#### 花粉
風媒花の花粉は花粉症として知られている季節性アレルギーの原因となる。
- 春：スギ科のスギ（2-4月）、ヒノキ科のヒノキ（3-4月）、カバノキ科のハンノキ・シラカンバ、など。
- 夏：主にイネ科雑草（カモガヤ、ハルガヤ、オオアワガエリ、ナガハグサ、ギョウギシバなど）。
- 秋：主にキク科雑草（ブタクサ、オオブタクサ、ブタクサモドキ、ヨモギ、など）、アサ科雑草（カナムグラ）、など。

また、花粉に感作されると、花粉抗原と交差反応性をもつ果物・野菜の経口摂取で口腔粘膜症状、蕁麻疹、腹部症状、アナフィラキシー・ショック、などのアレルギー症状が出現することがあり、花粉・食物アレルギー症候群（pollen-food allergy syndrome、PFAS）とよばれる（口腔アレルギー症候群とよばれることもある）。例としては、カバノキ科の花粉（シラカンバやハンノキ）に感作されるとバラ科の果物（リンゴ、モモ、サクランボなど）、イネ科の花粉（カモガヤやオオアワガエリ）でウリ科の果物（スイカ、メロンなど）、に対してアレルギー症状が出現することがある。

#### ハウスダスト・ダニ
ハウスダスト（室内塵）は通年性のアレルギー疾患の原因として重要であり、Ⅰ型アレルギー性疾患（アトピー性疾患）では高頻度にハウスダスト特異的IgEが陽性となる。ハウスダストはさまざまな成分の混合物であり、ダニ、真菌の胞子、ペットのフケ、昆虫（ゴキブリ、ガなど）、などが含まれている。
なかでも、チリダニ類、特に、ヒョウヒダニ属の、ヤケヒョウヒダニとコナヒョウヒダニが重要とされる。
なお、小麦粉等の中で繁殖したダニが経口的に摂取されてアナフィラキシーなどのアレルギー症状を起こすことがあり、経口ダニアナフィラキシー、または、パンケーキ症候群とよばれる。

#### 真菌
真菌は主に空中に飛散している胞子がアレルゲンとなる。屋外環境ではクラドスポリウム（クロカビ）やアルテルナリア（ススカビ）が代表的であり、喘息や鼻炎に関与しているとされる。クラドスポリウムの胞子飛散のピークは春と秋、アルテルナリアは6月をピークとする。屋内浮遊真菌としてはアスペルギルス（コウジカビ）やペニシリウム（アオカビ）があげられ、秋から初冬が胞子飛散のピークである。
その他、マラセチアは健常人皮膚の常在菌であるが、アトピー性皮膚炎との関連が知られている。また、アレルギー性疾患ではカンジダに感作されていることが多いが、その意義はあきらかではない。

#### 動物
動物由来の吸入アレルゲンとしては、ペットに由来するネコ皮屑やイヌ皮屑がよく検査される（その他、職業性のアレルゲンとして家畜や実験動物由来の抗原も検査の対象となることがある）。

#### 昆虫
ゴキブリがハウスダストの成分として知られている他、ガの鱗毛・鱗粉、ユスリカの死骸などが塵として飛散しアレルギー症状を引き起こすことがある。

### その他のアレルゲン

#### ラテックス
ラテックスは天然ゴムの成分であり、ゴム手袋などの日用品により感作される。ラテックスを含む医療器具との接触でアレルギー症状を呈することがある。また、ラテックスアレルギー患者の50から70 %が果物を中心とする植物に対し交差反応性を示し、バナナ、アボカド、キウイ、クリなどの経口摂取で蕁麻疹やアナフィラキシーなどのアレルギー症状を示すことがあり、ラテックス・フルーツ症候群と呼ばれる。

## 検査結果の解釈
アレルゲン特異IgE検査で得られる測定値は試薬により単位や値の互換性がないが、通常、0-6の7段階にクラス分けされ、クラス0が陰性、クラス1が擬陽性、クラス2以上が陽性である。基準値は陰性（クラス0）であり、陽性であれば（陰性でなければ）そのアレルゲンに生体が感作されていることを示唆し、クラス3ないし4以上であればアレルギー疾患の原因である可能性が高いとされる。アレルゲン特異IgEが陽性（高値）となる病態としては、アレルギー性鼻炎・結膜炎・気管支炎、気管支喘息、蕁麻疹、アトピー性皮膚炎、などのⅠ型アレルギー疾患があげられる。アレルゲン特異IgEが陽性であっても、その抗原によるアレルギー疾患がある（症状の原因となっている）とは限らないが、一般に、抗体価（ひいてはクラスの数値）が大きいほどアレルギーの症状が出る確率が高いと考えられている。
プロバビリティーカーブ
プロバビリティーカーブとは、CAP法などで得られた特異的IgE抗体価と症状出現の確率を（年齢区分別に）プロットしたものである。検査結果の解釈や負荷試験の必要性の判断などに用いられるが、試薬間の互換性がないため、算出に使用された試薬と同じ試薬で得られた結果のみが評価対象となる。

### 検査の限界
アレルゲン特異IgEは、あくまでも補助診断であり、その結果のみをもって、陽性だからアレルギー疾患の原因、陰性だから原因ではない、と診断することはできない。
臨床的意義のない陽性
アレルゲン特異IgEが陽性であったとしても、感作されているというだけであって、そのアレルゲンが疾患の原因となっているとはただちには断定できない。血清IgEが高値になると、多種の抗原に対して特異的IgEが陽性となってくるが、必ずしもそれらが全て疾患の増悪因子とは限らない。臨床的意義は病歴や他の検査結果とあわせて医師が慎重に判断する必要がある。特に、食物系のアレルゲンで特異IgEが陽性というのみの理由で不適切な食物除去を行うことにより、無用な生活の制限や栄養失調につながる可能性が指摘されている。
交差反応
本来の疾患の原因となっているアレルゲンと化学的な構造が似通った別のアレルゲンが交差反応により陽性を示す場合もある（花粉と果物、甲殻類と軟体動物など）。アレルゲン特異IgEが陽性であったとしてもそのアレルゲンとの接触により感作されたとは限らない。
偽陰性
粗抗原に対する特異的IgEが陰性であっても、感度が高いコンポーネントアレルゲン検査で初めて陽性となる場合もありうる。たとえば、花粉に感作されて交差反応で豆乳アレルギーを発症している場合、大豆に対する特異IgEは陰性であるが大豆コンポーネントアレルゲン Gly m4に対しては陽性を呈することがある。
未検査の抗原
スクリーニングで実施したアレルゲン特異IgEが陰性であっても、未検査の抗原がアレルギーの原因になっている可能性がある。例をあげれば、サバで蕁麻疹が出る患者では、真の責任抗原がサバに寄生するアニサキスであるためサバに対する特異IgEは陰性となることがある。
年齢
生後6ヶ月未満の乳児ではアレルゲン特異IgE検査が陽性とならないことがある（プリックテストが有用とされる）:16。
アレルギー疾患のタイプ
アトピー性皮膚炎では特異IgE抗体検査と除去試験や負荷試験で確認された原因食物との相関が不良であり、慎重な解釈が必要である。
なお、アレルギー疾患の中には、IgEの関与するⅠ型以外の型のアレルギーによるものもあり、たとえば、接触性皮膚炎はⅣ型アレルギーが関与するとされる。特異的IgE検査のみで全てのアレルギー疾患の原因の検索ができるわけではない。
短期的な経過との相関
特異IgE抗体価は症状の短期的な経過観察には不向きである。その目的には、たとえばアトピー性皮膚炎であればTARC、気管支喘息ではピークフローメーター、呼気NO濃度、など他の検査を使用する。

## 関連する検査

### 総IgE（非特異的IgE）
血清中の総IgE（非特異的IgE）量は、Ⅰ型アレルギー性疾患では増加することが多いが、疾患があってもIgEが増加していない例や、IgEが増加しているが無症状の例もある。
IgEのみでⅠ型アレルギー性疾患の確定診断や否定をすることはできないが、同一患者でのIgEの経時的変化は、減感作療法による減少など、治療経過の評価に有用な場合もある。なお、アレルギー性結膜炎では眼局所でIgEが産生されることから、涙液中のIgEがアレルギー性結膜炎の診断に有用とされる。

### 好塩基球活性化試験
患者の好塩基球に試験管内でアレルゲンを接触させて活性化反応を測定する検査である。実際に生体内でおこっているⅠ型アレルギー反応に近いため、アレルゲン特異IgE検査よりも特異度や症状との相関性がすぐれているが感度は劣る。代表的なものに、ヒスタミンの放出を測定するヒスタミン遊離試験がある。

### リンパ球刺激試験
リンパ球刺激試験（リンパ球幼若化試験、リンパ球芽球化試験ともいう）は、患者のリンパ球に試験管内で薬物などの抗原を接触させて、免疫的刺激によりリンパ球が幼若化して増殖する反応をみるもので、主にⅣ型アレルギー（細胞性アレルギー）を対象とする検査である。薬物に対するアレルギー反応の検索でよく用いられ、薬剤誘発性リンパ球刺激試験（英語: drug-induced lymphocyte stimulation test、DLST）として知られている。

### 抗原特異的IgG抗体検査
抗原特異的IgGはⅠ型アレルギー性疾患の原因ではないが、Ⅲ型アレルギー・Ⅳ型アレルギーの関連する過敏性肺炎の診断において有用な場合がある。たとえば、鳥関連過敏性肺炎では鳥特異的IgG抗体、夏型過敏性肺炎ではトリコスポロン・アサヒ抗体が使用される。しかし、抗原特異的IgG検査の食物アレルギーの原因診断への有用性は否定されている。なお、アレルゲン特異的免疫療法（減感作療法）で誘導される特異的IgGは、アレルゲンとの結合においてIgEと競合することによりアレルギー反応を抑制すると考えられている。

### 皮膚試験
皮膚試験は抗原を直接経皮的に投与して発赤・膨疹などの反応の有無をみる検査である。Ⅰ型アレルギーに対しては、スクラッチテスト、プリックテスト、皮内テストが行われる。（遅延型アレルギーに対してはパッチテストが行われる。）皮膚テストは、ベッドサイドで即座に実施でき、多くのアレルゲンについて、皮膚テストの方がアレルゲン特異IgE抗体検査よりも感度・特異度とも優れているとされる。欠点としては、実施が煩雑なこと、アナフィラキシーのリスクがあること、内服の抗アレルギー薬の影響を受けること、皮膚疾患により実施困難な場合があること、などがあげられる。皮膚試験は、欧米ではⅠ型アレルギー検査の標準として扱われるが、日本では実施頻度は低い。

### 除去試験
除去試験は、抗原との接触を減らすことによりアレルギー症状が改善すればアレルゲンとみなす検査方法であり、主に食餌性アレルギーに用いられる。

### 誘発試験
誘発試験（負荷試験）は、抗原と接触することによりアレルギー症状が出現すればアレルゲンとみなす検査方法である。
食物経口負荷試験においては、アレルゲン同定の目的のほか、安全摂取可能量の決定（原因食物の除去の程度を決定するため、どこまで原因食物を摂取しても症状が出ないかを観察）や耐性獲得の確認を目的として行われることがある。誘発試験は、患者の苦痛やアナフィラキシーなど重篤な反応のリスクがあるため、専門的な医療機関で実施されるのが通常である。